# Helladius de Césarée
Pour les articles homonymes, voir Helladius.
Helladius de Césarée (fl. fin du IVe siècle) était un évêque de Césarée de Cappadoce.

## Biographie
Helladius de Césarée était l'un des trois  évêques nommés par un édit de Théodose Ier, (30 juillet 381; Cod Theod, LXVI, tit I, L. 3) pour occuper les sièges épiscopaux nommés centres de la communion catholique à l'est, avec Grégoire de Nysse et Otreius de Mélitène.
Helladius fut évêque de Césarée après Basile de Césarée, frère de Grégoire de Nysse avec lequel ses relations furent tendues, peut-être à cause de problèmes personnels ou d'ordre hiérarchiques qui les tinrent éloignés l'un de l'autre.

## Sources
- (es) Cet article est partiellement ou en totalité issu de l’article de Wikipédia en espagnol intitulé « Heladio de Cesarea » (voir la liste des auteurs).